# 宮崎修一
宮崎修一（みやざきしゅういち）は日本の金属工学者。筑波大名誉教授。元日本金属学会会長。日本金属学会賞受賞。1979年阪大院工学研究科博士課程修了工学博士、筑波大学物質工学系講師。1985年イリノイ大客員研究員。1989年西オーストラリア大学客員上級研究員。1990年筑波大学助教授。1997年UFC客員教授。1998年筑波大学物質工学系教授。2001年国際科学技術センター評価委員。2002年日本学術振興会科学研究費委員会専門委員。2003年物質・材料研究機構中間評価委員。2005年振興調整費評価ワーキンググループ委員。2006年ASMインターナショナルSMST理事会理事、本多記念会理事、日本学術会議連携会員。2009年慶尚大客員教授、日本鉄鋼協会評議員。2011年日本金属学会副会長、Materials Transactions編集委員長。2012年日本金属学会会長。2014年パリ化学研究所客員教授。2015年筑波大名誉教授・特命教授、国際科学振興財団主席研究員。

## 受賞
- 村松力記念学術功労賞 1991年
- 日本金属学会功績賞 1995年
- 山崎貞一賞 2002年
- 文部科学大臣賞（研究功績者）2004年
- 日本金属学会谷川・ハリス賞 2009年
- 日本金属学会学術貢献賞 2009年
- 日本金属学会功績賞 2010年
- 日本金属学会増本量賞 2010年
- 日本金属学会村上記念賞 2012年
- 日本金属学会賞 2014年
- 茨城県科学技術振興財団つくば賞 2014年
- 本多記念賞 2015年